# Univers de Milne
L'univers de Milne ou modèle de Milne est un ancien modèle cosmologique proposé par Edward Arthur Milne. Il est classiquement interprété comme étant la limite d'un univers en expansion quand la densité de matière devient négligeable devant la densité critique. Du fait que l'univers de Milne est essentiellement vide de matière, il peut être décrit dans le seul cadre de la relativité restreinte, sans avoir à utiliser la machinerie plus complexe de la relativité générale, d'ordinaire indispensable pour la description de tout modèle cosmologique.
Observationnellement, l'Univers observable ne peut être identifié à un univers de Milne, ne serait-ce que parce que sa densité est largement trop grande par rapport à celle attendue pour un univers de Milne. Il est cependant fréquent de comparer le comportement de telle ou telle variable décrivant un modèle cosmologique donné à son analogue dans un univers de Milne. C'est notamment le cas dans les études relatives à l'accélération de l'expansion de l'Univers, où diverses quantités observables, notamment la distance de luminosité est calculée en comparaison avec celle issue d'un univers de Milne.

## Histoire
L'éponyme de l'univers de Milne, est l'astrophysicien britannique Edward Arthur Milne (1896-1950) qui l'a proposé en 1933,.

## Description
Quand on décrit un univers en expansion, on fait d'ordinaire l'hypothèse que l'on peut illustrer le phénomène d'expansion de l'Univers par la trajectoire qu'adoptent des objets de masse arbitraire emportés par le flot d'expansion. L'évolution de la distance entre de tels objets, parfois appelés techniquement observateurs comobiles, est décrite par une quantité appelée facteur d'échelle. L'univers de Milne peut être vu comme la limite d'une telle configuration quand la densité d'énergie tend vers zéro. Les objets symbolisant l'expansion sont donc supposé de masse suffisamment faible pour que celle-ci n'affecte pas notablement la dynamique de l'expansion dans ce cas limite.

## Métrique de Milne
La métrique de Friedmann-Lemaître-Robertson-Walker devient la métrique de Milne pour un espace-temps qui est vide de matière sous quelque forme que ce soit, de rayonnement, et sans constante cosmologique. La cosmologie de Milne correspond donc à une solution des équations d'Einstein avec un tenseur énergie-impulsion nul :
{\displaystyle T_{ab}=0\,}.
Dans cette hypothèse, la métrique de Milne se déduit des équations de Friedmann, qui stipulent alors que le facteur d'échelle dépend linéairement du temps.

## Univers de Dirac-Milne
L'univers de Dirac-Milne est un modèle basé sur l'univers de Milne complété de résultats de Paul Dirac sur l'antimatière, postulant l'existence pour ces particules de masse négative, donc de répulsion gravitationnelle (antigravité). Dans un tel univers, si les particules de matière ordinaire se rassemblent bien en astres sous l'effet de leur gravité, les antiparticules quant à elles ont tendance à se disperser dans l'univers sous l'effet de leur répulsion gravitationnelle réciproque, voire dans certains scénarios vis-à-vis également de la matière ordinaire. Cette considération conduit à interpréter matière noire et énergie noire comme des expressions (phénomène émergent) de ce 'nuage' diffus d'antiparticules, ainsi qu'à contredire l'apparente violation de la parité matière-antimatière.
Ce modèle, impulsé par le physicien français Gabriel Chardin, mais minoritaire dans la communauté scientifique, est cependant en cours d'expérimentation parmi d'autres hypothèses en 2018,, au CNRS, au Cern et au CEA, la principale difficulté étant la mesure de l'interaction extrêmement ténue de la gravitation pour des particules élémentaires comme le positron.
L'une des exigences pour détecter de tels écarts d'interaction gravitationnelle est donc de 'ralentir' suffisamment ces particules en les refroidissant par laser, technique mise en œuvre avec un premier succès sur l'expérience Alpha du Cern début 2021.